# Vincenzina Ferni
Vincenzina Ferni (Torí, 1853 - Torí, juny de 1926) fou una mezzosoprano italiana.

## Biografia
Fou filla de Luigi Ferni i de Francesca Casati. Fou germana de la mezzosoprano Teresina Ferni (?-1852) i cosina de Carolina Ferni. Malgrat se sol dir, no estava relacionada familiarment amb la cantant Virginia Ferni Germano. La coincidència de cognom fa difícil de vegades reconèixer a quina de les cantants fan referència algunes notícies de l'època. Teresina i Vincenzina foren ambdues mezzosopranos, mentre que Virginia i Carolina foren sopranos. Els dubtes, doncs, sorgeixen no només quan no s'indica el paper representat.
Vinzencina va començar la seva carrera a petits teatres del Piemont i de la Ligúria i va tenir un primer gran èxit el 25 de febrer de 1875 arran de l'estrena al Teatro della Pergola de Florència de l'òpera Dolores de Salvatore Auteri-Manzocchi, a la qual ella va interpretar el paper d'Ildebrando.
El novembre de 1875 va tenir un èxit no menys en el paper d'Azucena d'Il trovatore de Giuseppe Verdi al Teatro Paganini de Gènova. Al Teatro Carlo Felice de Gènova va cantar el paper d'Orsini de l'òpera Lucrezia Borgia de Gaetano Donizetti i el de Maddalena de Rigoletto de Verdi, ambdues durant la temporada 1875-76. El 25 d'octubre de 1876 va participar en la representació de l'opera L'Ombre de Friedrich von Flotow, estrenada el 1870 a París.
Un dels seus papers més brillants fou el de Rosina d'Il barbiere di Siviglia de Gioachino Rossini, que va interpretar a molts escenaris italians entre 1876 i 1882, incloent-hi Gènova, Torí, Trieste i Florència.
El 4 de desembre de 1877 va participar en l'estrena de l'òpera Demetrio de Raffaele Coppola, sobre un llibret de Pietro Metastasio. Producte d'una confusió habitual entre les cantants Ferni en algunes fonts s'indica a Carolina Ferni com la cantant que va estrenar el paper de la princesa polonesa Marina, però el llibret de l'estrena indica clarament el nom de Vincenzina.
El 12 de setembre de 1878 va participar, en el paper de Gilda, en l'estrena de l'òpera ll violino del diavolo d'Agostino Mercuri al teatre de Cagli, prop de Pesaro, juntament amb Carolina Ferni (en el paper de Delia) i el seu marit, el baríton Leone Giraldoni (en el paper del doctor Matteo), que van ser quins van encarregar l'obra. Completaren l'elenc Alfredo Gazul, Lodovico Buti i Pietro Scarponi.
El 1881 va participar en l'estrena al Teatro Comunale de Ferrara de l'òpera Ugo e Parisina, amb música de Giovanni Battista Bergamini. El mateix any va interpretar el paper de Micaela de l'òpera Carmen de Georges Bizet al Teatro Paganini de Gènova.
El 1884 es va casar amb el baríton valencià Manuel Carbonell i Villar (1856-1928). Ambdós van cantar plegats als principals teatres d’òpera de la península Ibèrica, com ara a Sevilla, Alacant, Oviedo, Pamplona, Barcelona, Saragossa, al Teatro São Carlos de Lisboa i a l’Òpera de Porto.
Al Gran Teatre del Liceu de Barcelona va actuar en la temporada 1887-1888, cantant només l'òpera La favorita de Donizetti, en el paper de Leonor de Guzmán, a partir del 8 de desembre de 1887. El seu marit va participar també en aquella ocasió, en el paper del rei Alfons XI.
El 1886 Vincenzina va participar en les representacions de l'òpera Dolores d'Auteri-Manzocchi al teatre d'Ancona, repetint el paper que ella havia creat al començament de la seva carrera.